# Бринзанський Ігор Леонідович
Ігор Леонідович Бринзанський (1977—2022) — молодший сержант збройних сил України, учасник російсько-української війни. Повний кавалер ордена «За мужність».

## Життєпис
Народився 23 червня 1977 року в селі Оселівка Лівенецької громади Дністровського району Чернівецького району .
Проходив військову службу за контрактом. Молодший сержант, 2-ге гірсько-штурмове відділення, 128ОГШБр.
Загинув 5 червня 2022 року на Донеччині.

## Нагороди
- Орден «За мужність» I ступеня[2].
- Орден «За мужність» II ступеня[3].
- Орден «За мужність» III ступеня[4].